# Улезко-Строганова, Клавдия Петровна
Кла́вдия Петро́вна Улезко́-Стро́ганова (1858—1943) — российский и советский врач, акушер, гинеколог; профессор (с 1928 ), автор более 70 научных трудов.

## Биография
Родилась 12 ноября 1858 года в городе Городня Черниговской губернии.
В 1876 году с золотой медалью окончила Черниговскую женскую гимназию, после чего преподавала в гимназии ботанику и зоологию. В 1880 году поступила в Санкт-Петербурге на Женские врачебные курсы при Николаевском военном госпитале, окончила их в 1886 году и, получив диплом врача cum examia laude, в течение трёх лет работала в Чернигове. Во время обучения начала научную деятельность; преподаватель курсов М. Д. Лавдовский предложил ей заняться изучением поджелудочной железы и в 1883 годы были опубликованы результаты исследований: «О строении поджелудочной железы при условиях ее покоя и деятельности», где было впервые указано на значение островков Лангерганса, как «желез в железе».
С 1890 года снова в Санкт-Петербурге; была принята ординатором гинекологического отделения, руководимого профессором Д. О. Оттом в Клиническом повивальном институте; с 1894 года стала читать здесь курс микроскопической диагностики в гинекологии для врачей. В 1895 году основала при институте, который стал называться «Императорский клинический повивальный институт ведомства учреждений императрицы Марии», лабораторию и кафедру нормальной и патологической анатомии и гистологии женской половой сферы, которой заведовала до конца своих дней. В 1908—1918 годах возглавляла городскую лабораторию для микроскопического исследования опухолей.
В 1910 году была избрана почётным членом Санкт-Петербургского акушерско-гинекологического общества.
Докторскую диссертацию на тему «Фибромиома матки, ее гистология и патогенез, а также разные виды ее перерождений, включая и злокачественные» К. П. Улезко-Строганова защитила 4 февраля 1921 года.
В 1928 году решением НК Здравоохранения ей было присвоено научное звание профессора кафедры нормальной и патологической гистологии, открытой в этом же году в институте. Долгое время она занимала должность консультанта по микроскопической диагностике раковых заболеваний для учреждении системы здравоохранения СССР.
В 1936 году получила звание «Заслуженный деятель науки РСФСР».
Во время Великой Отечественной войны, оставшись в блокадном Ленинграде, она занималась «разработкой научной тематики военного времени, направленной на улучшение лечебного дела госпиталей». Ею было доказано, что анаэробные микроорганизмы могут размножаться только в мёртвых тканях, а аэробные — только в живых. Фундаментальные исследования по морфологии клостридиальной инфекции позволили К. П. Улезко-Строгановой установить, что внедрение анаэробов в ткани характеризуется отсутствием лейкоцитарной реакции. Её труд был отмечен орденом Трудового Красного Знамени.
Умерла 11 декабря 1943 года. Похоронена на Смоленском армянском кладбище.

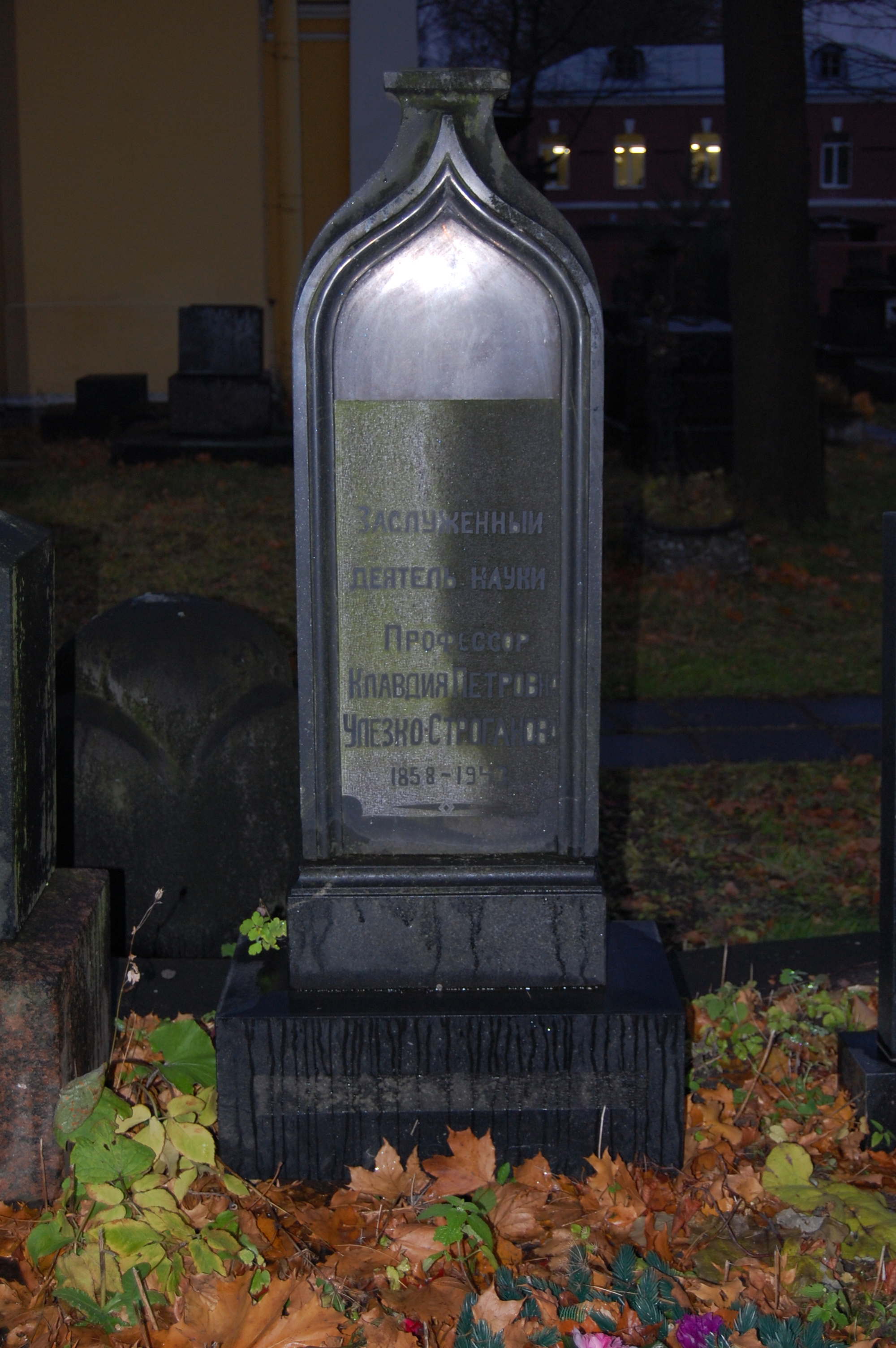
Могила К. П. Улезко-Строгановой
на Смоленском армянском кладбище.

## Научная деятельность

### Сфера интересов
- Злокачественные образования женской половой системы
- Патологии беременности
- Плацентарная теория

### Работы
- «О строении поджелудочной железы при условии её покоя и деятельности» (1883)
- «Фибромиома матки, её гистология и патогенез, а также разные виды её перерождения, включая и злокачественное» (диссертация, 1921)
- «Влияние питания на возникновение и рост рака» (1933)
- «Плацентарная теория в патогенезе токсикозов беременности и, в частности, эклампсии» (Журнал акушерства и женских болезней. — 1935)[1]
- «Нормальная и патологическая анатомия и гистология женской половой сферы» (1939)
- «Проблема рака и активная мезенхима» (монография, 1940)